# Parc des expositions de La Rochelle
Le parc des expositions de La Rochelle est un complexe consacré aux foires-expositions, salons, événements, spectacles et autres manifestations commerciales, culturelles, artistiques ou même sportives. Il est directement géré par le Comité des Fêtes, Foires et Salons de La Rochelle.
Organisateur de nombreux événements, le Parc des Expositions de La Rochelle se transforme au gré des forces vives qui s'y succèdent : spectacles, expositions, tournois... De concerts au Championnat de France de Fléchettes en passant par la traditionnelle Foire-Exposition, le Parc des Expositions de la Rochelle se veut avant tout une plate-forme créative, soucieuse de respecter le caractère de chacune des manifestations proposées.
Situé au cœur de la ville de La Rochelle, proche du site historique du Vieux-Port, le Parc Expo est le plus important de Charente-Maritime recevant en moyenne annuelle 110 000 visiteurs et 50 000 spectateurs.

## Histoire
- En 1949, la mairie de La Rochelle a fondé l'association "Comité des Fêtes de La Rochelle" pour accueillir une étape du Tour de France.
- En 1973, c'est la construction du Parc des Expositions qui sera géré par le Comité des Fêtes de La Rochelle, le Parc des Expositions accueillera la Foire Exposition.
- Le Parc Expo se développera d'année en année, en créant et organisant différents salons et événements.
- En 1983, création du Salon des Antiquaires.
- En juillet 1983, le Parc s'ouvre au monde du spectacle.
- En 1987, la Grande Foire à la Brocante.
- En 1997, le Salon des Collectionneurs et le Salon de l'Habitat.
- En 2000, le Salon Jardins Passion.
- En 2001, le Salon de la Gastronomie.
- En 2010, le Salon du Chocolat, Thé, Café et Saveurs du Monde.

Depuis les débuts du Parc des Expositions de La Rochelle, une pléiade d'artistes s'est succédé sur la scène rochelaise, Johnny Hallyday, Yannick Noah, Patrick Bruel, Supertramp, Deep Purple, et encore beaucoup d'autres... Tous les styles, toutes les générations, toutes les tendances se donnent rendez-vous régulièrement.
Et au cours de toutes ces années, de nombreux congrès, spectacles et manifestations se sont produits au Parc des Expositions, contribuant à rendre le Parc Expo en un incontournable lieu de rencontres et d'échanges.

## Infrastructure
Installé au cœur de la ville de La Rochelle, le Parc des Expositions possède un équipement technique de qualité qui se compose de trois halls.
- Le premier, "L'Atelier", offre une nef centrale de 1 600 m2, qui permet une grande capacité d'accueil et de nombreuses possibilités d'aménagements, tel qu'une salle de réunion de 2 000 places.
- Le deuxième hall, "L'Entrepôt", est une nef de 38 mètres de large sur 80 mètres de long, d'une surface de 3 040 m2.
- Le troisième hall, "La Manufacture", le plus grand, assure une surface de 5 400 m2, modulable à l'infini : salle de gala, salon, exposition, salle de concert, etc.

## Évènements principaux
- Foire Exposition
- Salon de l'Habitat
- Salon Jardins Passion
- Gala Miss La Rochelle
- Cavalcade de La Rochelle
- Salon du Véhicule d'Occasion
- Salon des Antiquaires
- Salon de la Gastronomie
- Salon du Chocolat, Thé, Café & des Saveurs du Monde

Et de nombreuses autres manifestations...

## Accès
Par les accès routiers et autoroutiers :
- en provenance de Paris : 474 km par l'autoroute A10 (sortie A23 par Niort).
- en provenance de Nantes : 150 km par la nationale et l'autoroute A83 (sortie La Rochelle).
- en provenance de Bordeaux : 190 km dont 120 km par l'autoroute A10 (sortie La Rochelle).

Transports publics : bus lignes 2 et 18 - Arrêt : Jean Moulin - Le dimanche : lignes 43A et 43 B